# Miguel Flores (labdarúgó)
Miguel Flores Espinoza (Santiago, 1920. október 11. – 2002. január 15.) chilei labdarúgóhátvéd.